# Mujer en traje moro
Mujer en traje moro es un óleo sobre lienzo del artista preimpresionista francés del siglo XIX Frédéric Bazille, terminado en 1869. Ha estado en la colección del Museo Norton Simon en Pasadena, California, desde 1997.

## Descripción
Esta pintura es un ejemplo del interés de Bazille por el orientalismo. La modelo es Lise Tréhot, la amante y modelo del amigo de Bazille, Renoir, y que aparece en más de veinte cuadros de Renoir durante su primer período desde aproximadamente 1866 hasta 1872. Volvería a posar para Bazille en su La toilette de 1870. En el momento en que se ejecutó la pintura, Bazille y Renoir compartían un estudio en la calle de la Condamine de París.
En esta obra, se la representa con erotismo suavemente contenido, ataviada con un atuendo norteafricano, propio del Magreb contemporáneo, vistiendo únicamente una camisola blanca translúcida debajo de un colorido caftán abierto. Sus ojos miran hacia abajo mientras parece estar intentando atar o desatar el nudo de la faja bordada que lo ciñe. El sable y el manto a rayas colgados en la pared encalada detrás de ella sugieren una presencia masculina, y la bandeja de latón vacía en el piso aluden a los refrigerios que pudo haber servido.
Al año siguiente de la finalización de esta pintura, estalló la guerra franco-prusiana y Bazille se ofreció como voluntario para servir en un regimiento de zuavos en agosto de 1870 y fue enviado al  África del Norte francesa para recibir entrenamiento. Esta fue la primera vez que visitó Argelia, por lo que su imaginería en Femme en costume mauresque se basó en odaliscas estereotipadas en harenes como las retratadas por Eugène Delacroix, Jean-Léon Gérôme, Jean-Auguste-Dominique Ingres y otros, más que en cualquier experiencia directa. El 28 de noviembre de 1870, estaba con su unidad en la Batalla de Beaune-la-Rolande cuando, tras haber resultado herido su oficial al mando, tomó el mando y dirigió un asalto a las posiciones prusianas. Fue alcanzado dos veces en el estómago en el ataque fallido y murió en combate a la edad de veintiocho años.